# Estructuralismo (biología)

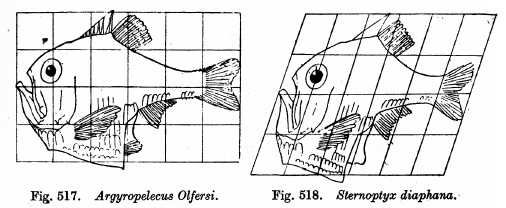
En su libro de 1917 On Growth and Form, D'Arcy Thompson ilustra la transformación geométrica de la forma del cuerpo de un pez en otro con un mapeo de cizalladura de 20°. No discute las causas evolutivas de tal cambio estructural, por lo que ha sido sospechoso de vitalismo.

El estructuralismo biológico o de procesos es una corriente de pensamiento biológico que se opone a una explicación exclusivamente darwiniana o adaptacionista de la selección natural como la descrita en la síntesis moderna del siglo XX. En su lugar, propone que la evolución está guiada de otra forma, por fuerzas físicas que moldean el desarrollo del cuerpo de un animal, y a veces implica que estas fuerzas sustituyen a la selección por completo.
Los estructuralistas han propuesto distintos mecanismos que podrían haber guiado la formación de los planes corporales. Antes de Darwin, Étienne Geoffroy Saint-Hilaire sostenía que los animales compartían partes homólogas y que si una se agrandaba, las demás se reducían en compensación. Después de Darwin, D'Arcy Thompson insinuó el vitalismo y ofreció explicaciones geométricas en su libro clásico de 1917 On Growth and Form. Adolf Seilacher sugirió una inflación mecánica para las estructuras «pneu» de los fósiles de biota ediacaranos, como Dickinsonia. Günter P. Wagner defendió el sesgo del desarrollo y las limitaciones estructurales del desarrollo embrionario. Stuart Kauffman era partidario de la autoorganización, la idea de que la estructura compleja surge de forma holística y espontánea de la interacción dinámica de todas las partes de un organismo. Michael Denton defendió las leyes de la forma por las que los universales platónicos o «tipos» se autoorganizan. Stephen J. Gould y Richard Lewontin propusieron «enjutas» biológicas, características creadas como subproducto de la adaptación de estructuras cercanas. Gerd B. Müller y Stuart A. Newman argumentaron que la aparición en el registro fósil de la mayoría de los phyla en la explosión cámbrica fue una evolución «pre-mendeliana» causada por factores físicos. Brian Goodwin, descrito por Wagner como parte de «un movimiento marginal de la biología evolutiva», niega que la complejidad biológica pueda reducirse a la selección natural, y sostiene que la formación de patrones está impulsada por campos morfogenéticos.
Los biólogos darwinistas han criticado el estructuralismo, subrayando que existen abundantes pruebas tanto de que la selección natural es eficaz como, a partir de la homología profunda, de que los genes han participado en la configuración de los organismos a lo largo de la historia evolutiva. Aceptan que algunas estructuras, como la membrana celular, se autoensamblan, pero niegan la capacidad de la autoorganización para impulsar la evolución a gran escala.

## Historia

### Ley de compensación de Geoffroy

Desde el siglo XIX se han ofrecido múltiples alternativas al darwinismo para explicar cómo tuvo lugar la evolución, dado que muchos científicos se opusieron inicialmente a la selección natural. Muchas de estas teorías, que incluían limitaciones estructurales o de desarrollo, conducían (flechas azules continuas) a alguna forma de evolución dirigida (ortogénesis), con o sin invocación del control divino (flechas azules discontinuas). A principios del siglo XX, la síntesis moderna de la genética y la selección natural barrió en gran medida estas teorías (flechas naranjas discontinuas).

En 1830, Étienne Geoffroy Saint-Hilaire defendió un argumento estructuralista contra la postura funcionalista (teleológica) de Georges Cuvier. Geoffroy creía que las homologías de estructura entre animales indicaban que compartían un patrón ideal; éstas no implicaban evolución, sino una unidad de plan, una ley de la naturaleza. Creía además que si una parte estaba más desarrollada dentro de una estructura, las demás partes se verían necesariamente reducidas en compensación, ya que la naturaleza siempre utilizaba los mismos materiales: si se empleaba más de ellos para una característica, se disponía de menos para las demás.

### La morfología de D'Arcy Thompson
En su «excéntrico y bello» libro de 1917 On Growth and Form, D'Arcy Wentworth Thompson retomó la vieja idea de las «leyes universales de la forma» para explicar las formas observadas de los organismos vivos. El escritor científico Philip Ball afirma que Thompson «presenta los principios matemáticos como una agencia modeladora que puede suplantar a la selección natural, mostrando cómo las estructuras del mundo vivo a menudo se hacen eco de las de la naturaleza inorgánica», y señala su «frustración ante las explicaciones “Just So” de la morfología ofrecidas por los darwinianos». En cambio, escribe Ball, Thompson se explaya sobre cómo no es la herencia sino las fuerzas físicas las que rigen la forma biológica. El filósofo de la biología Michael Ruse escribió de forma similar que Thompson «tenía poco tiempo para la selección natural», prefiriendo ciertamente «explicaciones mecánicas» y posiblemente desviándose hacia el vitalismo.

### Estructuras "pneu" de Seilacher

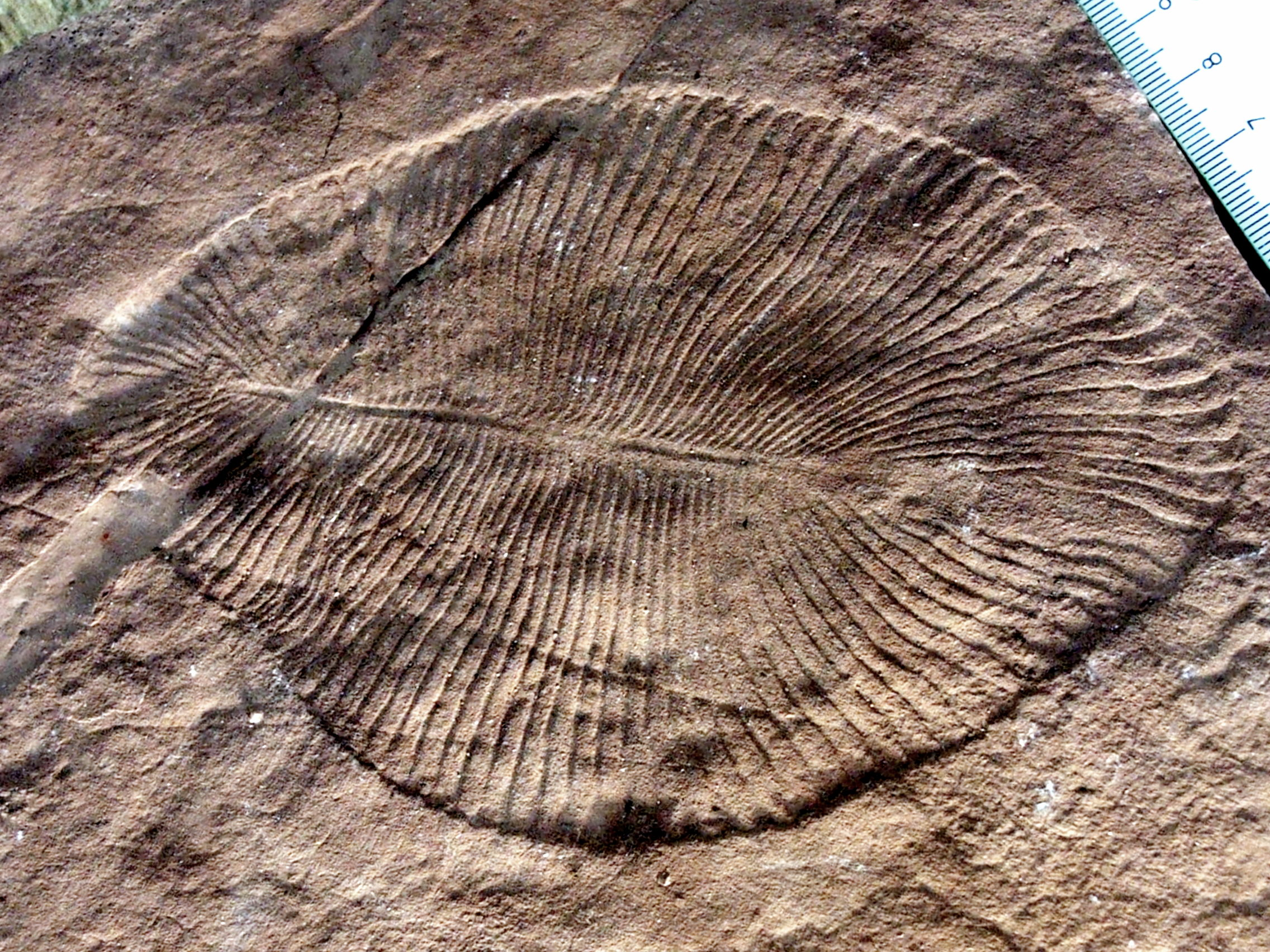
Dickinsonia fósil descrita como una estructura «pneu» con cámaras infladas como un colchón de aire acolchado. Según el punto de vista estructuralista de Adolf Seilacher, la estructura está determinada mecánicamente por la necesidad de distribuir la tensión por la superficie, en lugar de haber sido guiada por la selección natural.

Al igual que Thompson, el paleontólogo Adolf Seilacher hizo hincapié en las limitaciones de fabricación de la forma. Interpretó fósiles como el Dickinsonia de la biota ediacarana como estructuras «pneu» determinadas por un inflado mecánico, como un colchón de aire acolchado, en lugar de haber sido impulsadas por la selección natural.

### Las limitaciones de Wagner al desarrollo
En su libro de 2014 Homología, genes e innovación evolutiva, el biólogo evolutivo Günter P. Wagner defiende «el estudio de la novedad como algo distinto de la adaptación». Define la novedad como algo que ocurre cuando alguna parte del cuerpo desarrolla una existencia individual y casi independiente, en otras palabras, como una estructura distinta y reconocible, lo que implica que podría ocurrir antes de que la selección natural comience a adaptar la estructura para alguna función. Elabora una imagen estructuralista de la biología evolutiva del desarrollo, utilizando pruebas empíricas, y argumenta que la homología y la novedad biológica son aspectos clave que requieren explicación, y que el sesgo del desarrollo (es decir, las limitaciones estructurales del desarrollo embrionario) es una explicación clave de los mismos.

### La autoorganización de Kauffman

Darwinistas y estructuralistas están de acuerdo en que las estructuras celulares como la membrana celular se autoorganizan espontáneamente. Discrepan sobre la importancia de la autoorganización en otros ámbitos de la biología.

El biólogo matemático Stuart Kauffman sugirió en 1993 que la autoorganización puede desempeñar un papel paralelo a la selección natural en tres áreas de la biología evolutiva: la dinámica de poblaciones, la evolución molecular y la morfogénesis. Con respecto a la biología molecular, se ha criticado a Kauffman por ignorar el papel de la energía en el impulso de las reacciones bioquímicas en las células, que pueden considerarse autocatalizadoras, pero que no se autoorganizan sin más.

### Los "tipos" de Denton
El bioquímico Michael Denton ha defendido la autoorganización desde una perspectiva estructuralista. En un artículo de 2013, afirmaba que «las formas básicas del mundo natural -los Tipos- son inmanentes a la naturaleza y están determinadas por un conjunto de leyes biológicas naturales especiales, las llamadas “leyes de la forma”». Afirma que estos «patrones y formas recurrentes» son «auténticos universales» En su opinión, la forma no está determinada por la selección natural, sino por las «propiedades autoorganizativas de determinadas categorías de materia» y por el «ajuste cósmico de las leyes de la naturaleza». El bioquímico Laurence A. Moran ha criticado a Denton por antidarwinista y partidario del creacionismo.

### Las enjutas de Gould y Lewontin

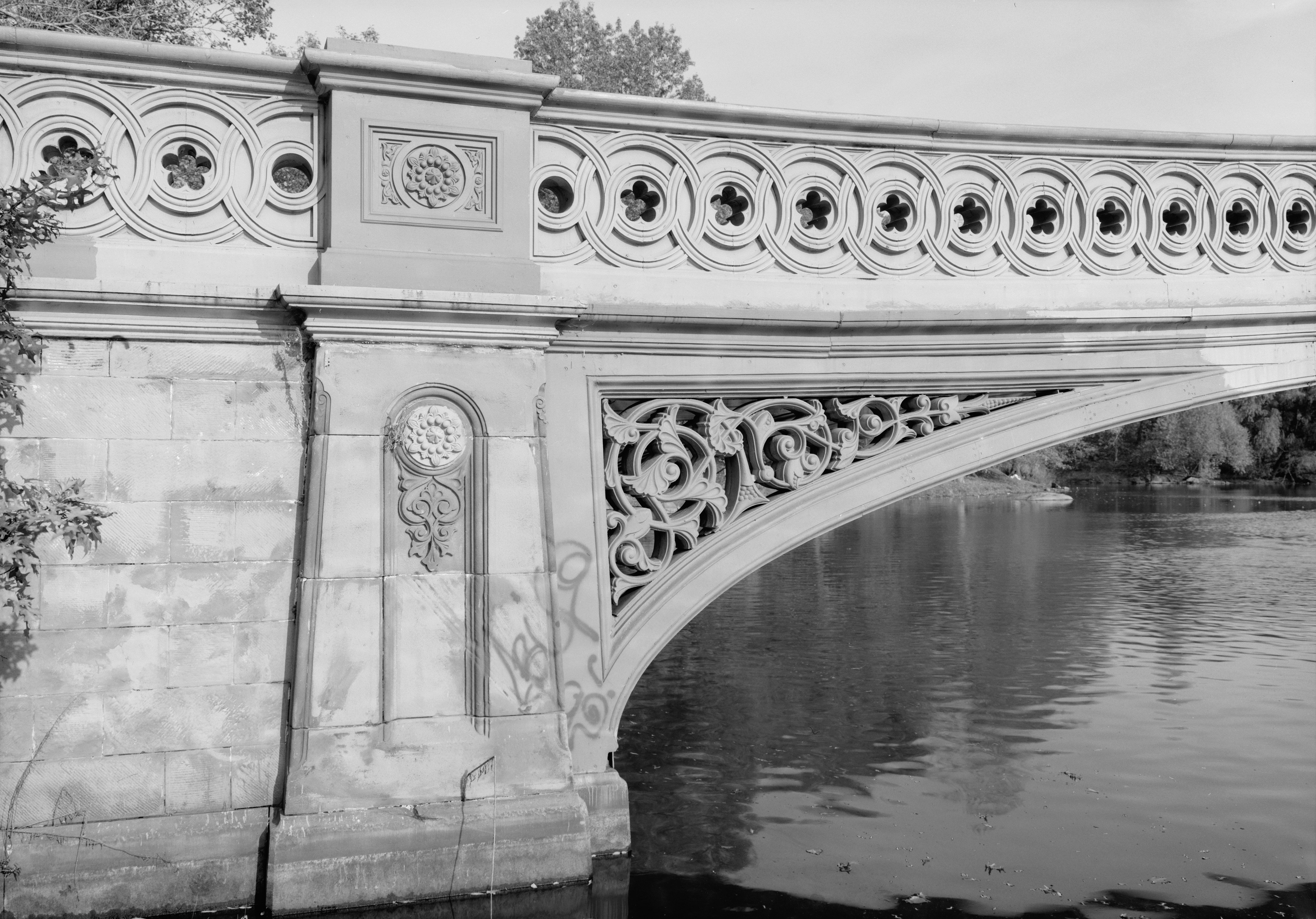
Enjuta de puente ornamentado. Steven J. Gould y Richard Lewontin argumentaron que el área triangular es un subproducto de la adaptación de las estructuras a su alrededor.

En 1979, influidos entre otros por Seilacher, el paleontólogo Stephen J. Gould y el genetista de poblaciones Richard Lewontin escribieron lo que Wagner denominó «el manifiesto estructuralista más influyente», «Las enjutas de San Marcos y el paradigma panglossiano», en el que señalaban que los rasgos biológicos (como las enjutas arquitectónicas) no tenían necesariamente como causa directa la adaptación. Por el contrario, los arquitectos no pudieron evitar crear pequeñas áreas triangulares entre arcos y pilares, ya que los arcos necesitan (evolucionan) para ser curvos, y los pilares necesitan ser verticales. Las enjutas resultantes son exaptaciones, consecuencias de otros cambios evolutivos. La evolución, argumentaron, no seleccionó un mentón humano sobresaliente: en su lugar, la reducción de la longitud de la fila de dientes dejó la mandíbula sobresaliente.

### Evolución pre-mendeliana de Müller y Newman
Estructuralistas extremos como Gerd B. Müller y Stuart A. Newman, herederos del punto de vista de D'Arcy Thompson, han propuesto que son las leyes físicas de la estructura, y no la genética, las que rigen las grandes diversificaciones, como la explosión cámbrica, seguidas más tarde por mecanismos genéticos cooptados. Sostienen además que hubo una fase «pre-mendeliana» de la evolución de los animales, en la que intervinieron fuerzas físicas, antes de que los genes tomaran el relevo. Los biólogos darwinistas admiten libremente que factores físicos como la tensión superficial pueden provocar el autoensamblaje, pero insisten en que los genes desempeñan un papel crucial. Señalan, por ejemplo, que las profundas homologías entre grupos de organismos muy separados, como las vías de señalización y los factores de transcripción de los choanoflagelados y los metazoos, demuestran que los genes han estado implicados a lo largo de la historia evolutiva.

### Campos morfogenéticos de Goodwin

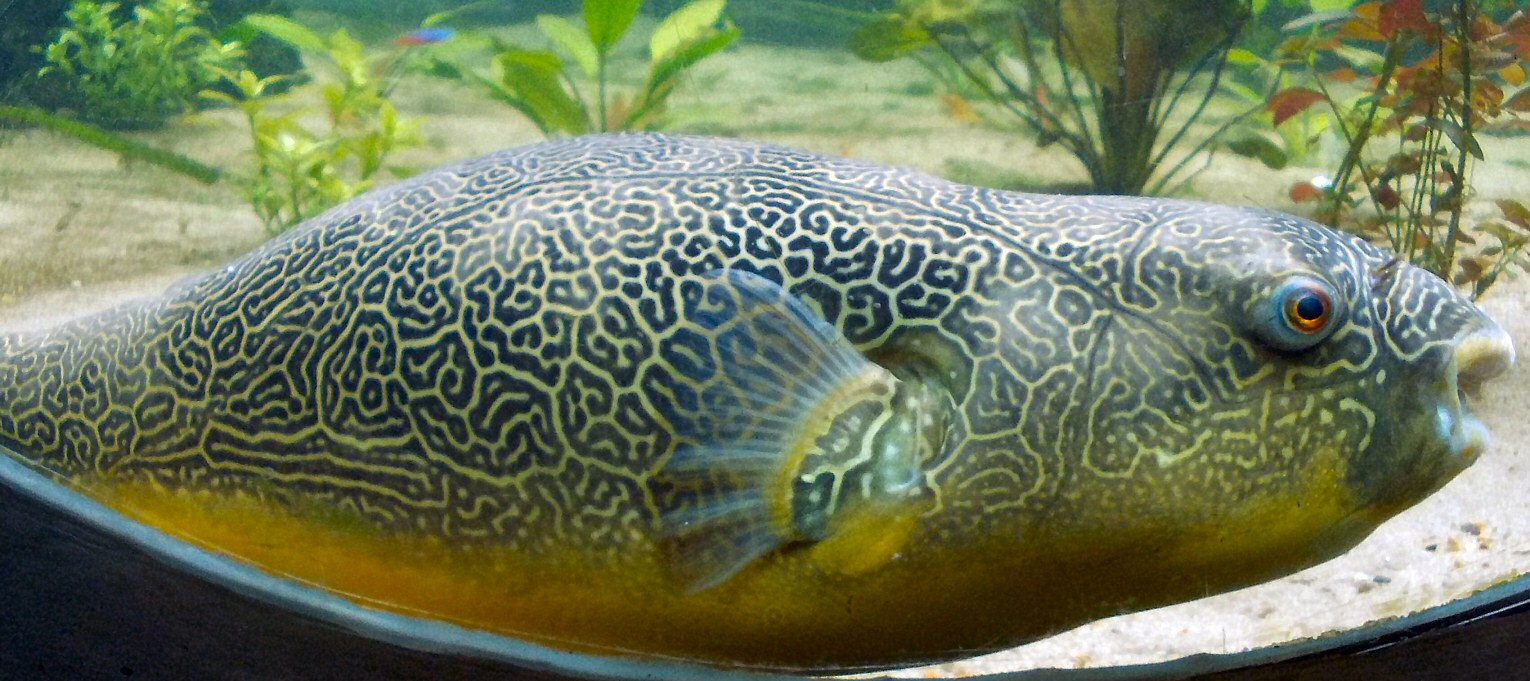
Los patrones naturales, como los de la piel del pez globo gigante, pueden crearse mediante oscilaciones espaciales de señales químicas.

Lo que Wagner denomina «un movimiento marginal de la biología evolutiva», la forma de estructuralismo ejemplificada por Brian Goodwin, niega efectivamente que la selección natural sea importante, o al menos que la complejidad biológica pueda reducirse a la selección natural,  lo que provocó conflictos con darwinistas como Richard Dawkins. Goodwin relacionó el antiguo concepto de campo morfogenético con la distribución espacial de señales químicas en un embrión en desarrollo. Demostró con un modelo matemático que podían formarse diversos patrones eligiendo los valores de los parámetros para establecer patrones geométricos estáticos u oscilaciones dinámicas, lo que implicaba que el sistema de señalización implicado era de algún modo una alternativa a la selección natural. Dawkins comentó: «Se cree antidarwinista, aunque no puede serlo, porque no tiene una explicación alternativa».

## Crítica
Aunque están de acuerdo en que existen mecanismos de formación de patrones como los descritos por Goodwin, los biólogos Richard Dawkins, Stephen J. Gould, Lynn Margulis y Steve Jones han criticado a Goodwin por sugerir que la señalización química constituye una alternativa a la selección natural.

Laurence Moran señala que el estructuralismo se centra principalmente en los animales, pero que éstos (enfatiza) sólo forman una pequeña parte del árbol de la vida.

Moran, un «bioquímico escéptico», comenta que el 'estructuralismo' es una «nueva palabra de moda... garantizada para impresionar a la multitud creacionista porque nadie entiende lo que significa pero suena muy “científico” y filosófico» El filósofo de la ciencia Paul E. Griffiths escribe que los estructuralistas «ven esta estructuración del espacio de la posibilidad biológica como parte de la estructura física fundamental de la naturaleza. Pero los fenómenos de la inercia filogenética y la restricción del desarrollo no apoyan esta interpretación. Estos fenómenos demuestran que las vías evolutivas disponibles para un organismo están en función de la estructura de desarrollo del organismo".
Moran resume: «No hay nada en la ciencia que apoye los puntos de vista de los estructuralistas. Tenemos explicaciones perfectamente válidas de por qué los abejorros son diferentes de las setas y por qué todos los vertebrados tienen vértebras y no exoesqueletos. No hay pruebas que apoyen la idea de que si se reproduce la cinta de la vida, ésta se parecerá en algo a lo que vemos hoy. Puedes estar seguro de que cuando visites otro planeta no encontrarás vertebrados".
El biólogo evolutivo del desarrollo Lewis Held escribió que «la idea de que algunos aspectos de la anatomía pueden explicarse por fuerzas físicas (como el agrietamiento de la expansión) se defendió unos 100 años antes en la obra de D'Arcy Thompson de 1917, On Growth and Form, y en el libro de Theodore Cook de 1914, The Curves of Life [Las curvas de la vida] Durante el siglo transcurrido, se ha propuesto que varios rasgos surgen de forma mecánica y no genética: las circunvoluciones cerebrales, las condensaciones de los cartílagos, las ondulaciones de las flores, las cúspides de los dientes y los otolitos de los peces. A esta disparatada lista podemos añadir ahora la sonrisa torcida del cocodrilo, o al menos la piel agrietada que la rodea".